# Plan del Carrizo
Plan del Carrizo är en ort i Mexiko.   Den ligger i kommunen Tecolutla och delstaten Veracruz, i den sydöstra delen av landet, 240 km öster om huvudstaden Mexico City. Plan del Carrizo ligger 35 meter över havet och antalet invånare är 103.
Terrängen runt Plan del Carrizo är platt. Runt Plan del Carrizo är det ganska glesbefolkat, med 32 invånare per kvadratkilometer. Närmaste större samhälle är Gutiérrez Zamora, 10,3 km norr om Plan del Carrizo. Omgivningarna runt Plan del Carrizo är en mosaik av jordbruksmark och naturlig växtlighet.